# Taojiang
Taojiang är ett härad som lyder under Yiyangs stad på prefekturnivå i Hunan-provinsen i södra Kina.